# Львов, Александр Михайлович
Александр Михайлович Львов (27 января 1972, Ленинград, РСФСР, СССР) — российский автогонщик.
В 1991 году выиграл чемпионат СССР в классе «Формула Восток». Двукратный победитель чемпионата России по кольцевым гонкам — 2001 (на Opel Astra) и 2007 (на Honda Accord, в рамках RTCC). Победитель European Touring Car Cup в классе Super Production на Honda Civic Type-R (2006).
В сезонах 2007—2008 участвовал в чемпионате мира для автомобилей класса «Туринг» в составе команды Golden Motors на автомобиле Honda Accord Euro R в зачёте незаводских пилотов (Yokohama Independents' Trophy). В 2007-м занял 16 место, набрав 5 очков. А в 2008-м занял 13 место, набрав 15 очков.
В 2009—2012 года стартовал в чемпионате Европы по трак-рейсингу. Лучший результат — 8 позиция по итогам сезона 2010.
Сын советского автогонщика Михаила Львова.

## Гоночная карьера
- 1980 — первая гонка на картинге.
- 1990 — начал профессионально заниматься автомобильными гонками в составе команды «Совтрансавто Ленинград» выступал на Формуле Восток.
- 1991—1993 проходил службу в Вооруженных Силах и принимал участие в автомобильных соревнованиях по автокроссу за команду СКА в Петербурге.
- 1991 — чемпионат СССР — 9 место в классе Формула Восток.
- 1991 — международная гонка TallinnSaab — 6 место.
- 1993—2000 — победитель и призёр соревнований по ралли спринту, ледовым и трековым гонкам.
- 1998 — победитель «Гонки Звезд. Кубок Лада» с участием всех сильнейших автогонщиков России.
- 2001 — в составе команды «Мастер Пилот» одержал 2 победы в классе кольцевых автомобилей «Туринг» и досрочно завоевал звание чемпиона России. Одержал победу в международной гонке «Neva Ring2001» в классе «Туринг». По опросу журнала «За Рулем» был признан «Лучшим гонщиком России 2001 года».
- 2002—2006 был призёром автомобильных гонок в классе «Туринг», «Супер Продакшн» и «Хонда Сивик».
- 2002 — чемпионат России класс Туринг, команда «Спорт Гараж». 2003 — чемпионат России, класс «Туринг», 3 место команда «Спорт Гараж». 2004 — Чемпионат России класс Туринг Лайт, 4 место — команда «Сигма Моторс».
- 2005 — кубок Хонда Сивик, 3 место — команда «Голден Моторс»
- 2005 — RTCC Суперпродакшн. — 2 место
- 2006 — RTCC Суперпродакшн. — 2 место
- 2006 — победитель Кубка Европы, стал победителем международной гонки на трассе Эшторил в Португалии и выполнил норматив Мастера Спорта Международного Класса.
- 2007 — в составе команды «Голден Моторс» одержал 11 побед и досрочно завоевал звание Чемпиона России в личном и командном зачете в классе «Туринг».
- 2008 — Porsche Carrera Cup Scandinavia — 3 место на этапе в Стуруп (Швеция).
- 2008 — участник Чемпионата Мира в классе «Туринг». Лучший результат — 4 место среди незаводских пилотов. Победитель и призёр Чемпионата Центральной Европы. Участник гонки «Кубок Европейских Чемпионов».
- 2008 — серебряный призёр чемпионата Восточной Европы (NEZ).
- 2009—2011 — участник Чемпионата Европы на гонках грузовиков в составе Австрийской команды «TruckracingTeamAllgauer». В 2009 году завоевал приз «Лучший новичок сезона».
- 2011 — первым из российских гонщиков одержал две победы на этапах чемпионата Европы на грузовиках. 2012 — участник чемпионата Европы на гонках грузовиков в составе чешско-венгерской Frankie-OXXO TruckRacing Team. Лучший результат в сезоне 2012 года — 7 место.
- 2013 — чемпионат Италии в классе «Сеат Ибица» на трассе Монца — 4 место.
- 2014 — победитель в абсолютном зачете в серии гонок тайм аттак в Санкт-Петербурге.
- с 2014 — генеральный директор гоночной трассы «Автодром Санкт-Петербург»

## Гоночная команда
В 2005 году Александром Львовым была создана гоночная команда GoldenMotors для участия в автомобильных кольцевых гонках, а также для популяризации и развития автомобильного спорта в Санкт-Петербурге.